# عموی شاه
عموی شاه (به هندی: King Uncle) فیلمی محصول سال ۱۹۹۳ و به کارگردانی راکیش روشن است. در این فیلم بازیگرانی همچون جکی شروف، آنو آگروال، شاهرخ خان، ناگما، پارش راوال، سوشمیتا موکرجی، دون ورما، دالیپ تاهیل ایفای نقش کرده‌اند.